# قسم ورقه الريفي (مقاطعة تشاراويماق)
قسم ورقه الريفي (بالفارسية: دهستان ورقه) هي منطقة سكنية تقع في قسم في إيران. يقدر عدد سكانها بـ 3,546 نسمة .